# Soscha zu Eulenburg
Soscha zu Eulenburg, geb. Behr (* 9. Oktober 1944 in Nienhagen) ist eine deutsche Verbandsfunktionärin. Sie ist gegenwärtig im Vorstand des Verbands der Schwesternschaften vom Deutschen Roten Kreuz.

## Leben
Soscha zu Eulenburg, geb. Behr, ist die Tochter von Stephanie Kühne-Nienhagen, Tochter eines Gutsbesitzers, und des Managers und vormaligen Generalstabsoffiziers Winrich Behr, zuletzt Major a. D.
Sie ist ehemalige Vizepräsidentin des Deutschen Roten Kreuzes; zudem war sie Präsidentin der Bundesarbeitsgemeinschaft der Freien Wohlfahrtspflege. Soscha zu Eulenburg war in den Jahren 2002 bis 2006 Mitglied des Europäischen Wirtschafts- und Sozialausschusses (EWSA).
Sie war zudem bis 2016 Mitglied des Präsidiums von Innocence in Danger.
Sie ist Mitglied des Adelsgeschlechts Eulenburg und seit Mai 1966 mit dem Kaufmann Richard Wend Georg Paul Friedrich zu Eulenburg (* 1934 in Wangnick bei Passen/Ostpreußen) verheiratet. Das Ehepaar hat eine Tochter und zwei Söhne.